# Walden Media
Walden Media è una società di produzione cinematografica statunitense di proprietà del miliardario Philip Anschutz. Produce film basati sui classici per l'infanzia, tra cui il ciclo Le cronache di Narnia dello scrittore anglo-irlandese C. S. Lewis.
Il nome Walden Media deriva dal titolo del libro Walden, ovvero La vita nei boschi dello scrittore statunitense Henry David Thoreau. Il suo logo è una pietra che rimbalza sull'acqua di uno stagno (dal 2003 al 2009 verso destra mentre dal 2010 verso sinistra con un fascio di luce di sole aggiuntivo).

## Filmografia
- Ghosts of the Abyss (2003), con Walt Disney Pictures
- Holes - Buchi nel deserto (2003), con Walt Disney Pictures
- Il giro del mondo in 80 giorni (2004), con Spanknyce Films Production e Mostow/Lieberman Production
- I Am David (2004), con Lions Gate Films
- Il mio amico a quattro zampe (2005), con 20th Century Fox
- Aliens of the Deep (2005), con Walt Disney Pictures
- Le cronache di Narnia - Il leone, la strega e l'armadio (2005), con Walt Disney Pictures
- Hoot (2006), con New Line Cinema
- How to Eat Fried Worms (2006), con New Line Cinema
- La tela di Carlotta (2006), con Paramount Pictures, The Kerner Entertainment Company e Nickelodeon Movies
- The Water Horse - La leggenda degli abissi (2007), con Columbia Pictures, Revolution Studios, Beacon Pictures ed Ecosse Films
- Le cronache di Narnia - Il principe Caspian (2008), con Walt Disney Pictures
- Viaggio al centro della Terra 3D (2008), con New Line Cinema
- Bandslam - High School Band (2009), con Summit Entertainment
- L'acchiappadenti (2010), con 20th Century Fox
- Ramona e Beezus (2010), con 20th Century Fox
- Le cronache di Narnia - Il viaggio del veliero (2010), con 20th Century Fox
- Oceani 3D (2010), con Disneynature
- Una scuola per Malia (2012)
- Chasing Mavericks (2012)
- Parental Guidance (2012)
- Viaggio nell'isola misteriosa (2012), con New Line Cinema
- Everest, regia di Baltasar Kormákur (2015)
- Il GGG - Il grande gigante gentile (The BFG), regia di Steven Spielberg (2016) con Walt Disney Pictures, Amblin Entertainment, Reliance Entertainment, The Kennedy/Marshall Company e The Roald Dahl Story Company
- Qua la zampa! (A Dog's Purpose), regia di Lasse Hallström (2017) con Amblin Entertainment, Reliance Entertainment e Pariah Production
- Wonder, regia di Stephen Chbosky (2017)
- Qua la zampa 2 - Un amico è per sempre (2019)
- Finch, regia di Miguel Sapochnik (2021)
- Steve - Un mostro a tutto ritmo (Rumble), regia di Hamish Grieve (2021) con Paramount Animation, WWE Studios e Reel FX.